# بركان (مستوطنة)
مستوطنة بركان السكنية (بالعبرية: היישוב ברקן) مستوطنة إسرائيلية مدنية كبيرة أقيمت عام 1981 على مساحة قدرها نحو 837 دونمًا من أراضي بلدات حارس، وقراوة بني حسان وسرطة في محافظة سلفيت. تتبع إداريًا مجلس شمرون الإقليمي وتُعد مركز المجلس الإقليمي. ولها منطقة صناعية أنشئت عام 1982.

## التسمية
أنشأتها حركة حيروت وذراعها الاستيطاني «حركة بيتار» الاستيطانية وأسمتها على اسم ابا حمائير (أحد رؤساء منظمة الليحي المنظمة الصهيونية الإرهابية التي عملت قبل قيام دولة إسرائيل).

## الجغرافيا
تقع مستوطنة بركان شمال غرب مدينة سلفيت، قُرب مستوطنة أرئيل ومُقابل منطقة أرئيل الصناعية. تحتل المستوطنة موقعًا استراتيجيًا لكونها تقع على طريقي سلفيت–يافا وطريق عابر السامرة.
تبلغ مساحة المستوطنة الكلية حوالي 563 دونمًا. كما تبلغ مساحتها الهيكلي حوالي 411 دونمًا.

## السكان
تطور عدد سكانها عبر عدة سنوات، فقد وصل عدد سكانها في عام 2012 إلى 1502 مستوطن. وازداد التعداد السكاني إلى 1,825 مستوطن عام 2017.

## المنطقة الصناعية
أنشئت منطقة بركان الصناعية في عام 1982 كمنطقة تجارية وخدماتية في مجلس شمرون الإقليمي المُقامة شمال غرب الضفة الغربية على أراضي بلدات قراوة بني حسانحارس وسرطة في محافظة سلفيت.
حتى عام 2014، احتوت المنطقة الصناعية على ما يقارب 80 منشأة صناعية تقريبًا.
وفقًا لوزارة الصحة الفلسطينية، فإن ما يقرب من 70% من حالات السرطان بين الفلسطينيين في محافظة سلفيت المجاورة تحدث بين الأشخاص الذين يعيشون بالقرب من المنطقة الصناعية ويتعرضون لتدفق النفايات.

## الجانب القانوني
يعتبر المجتمع الدولي المستوطنات الإسرائيلية في الضفة الغربية غير قانونية بموجب القانون الدولي، لكن الحكومة الإسرائيلية تعارض ذلك.

## وصلات خارجية
- الموقع الرسمي للمستوطنة